# 交泰殿
39°55′14″N 116°23′49″E / 39.9205514°N 116.396934°E
交泰殿 (满语：ᡤᡳᠶᠣᠣ
ᡨ᠋ᠠᡳ
ᡩᡳᠶᠠᠨ, giyoo tai diyan)，是北京故宫内廷后三宫之一，位于乾清宫和坤宁宫之间。交泰殿在明朝嘉靖年間以前建成 

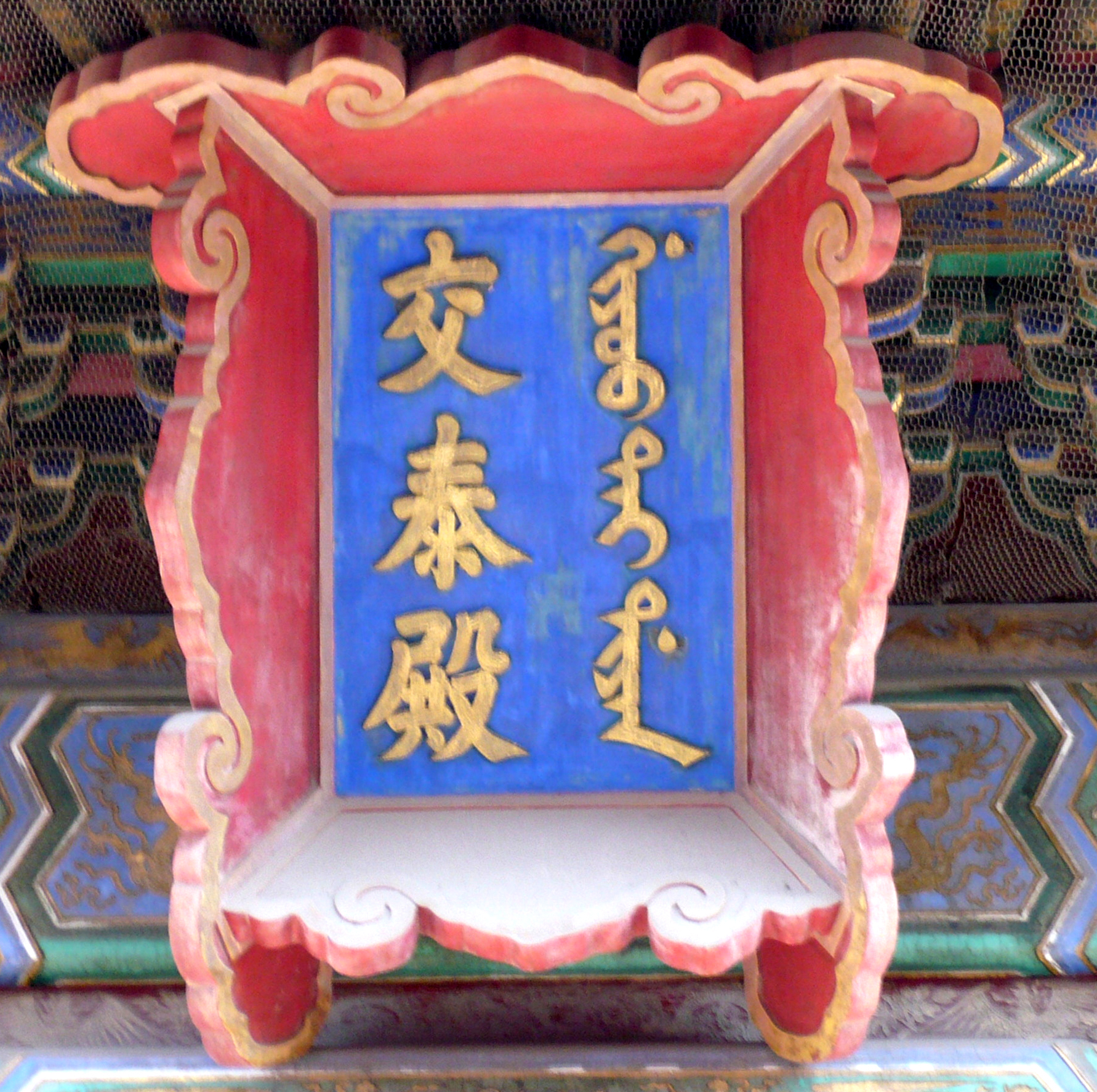
交泰殿匾额

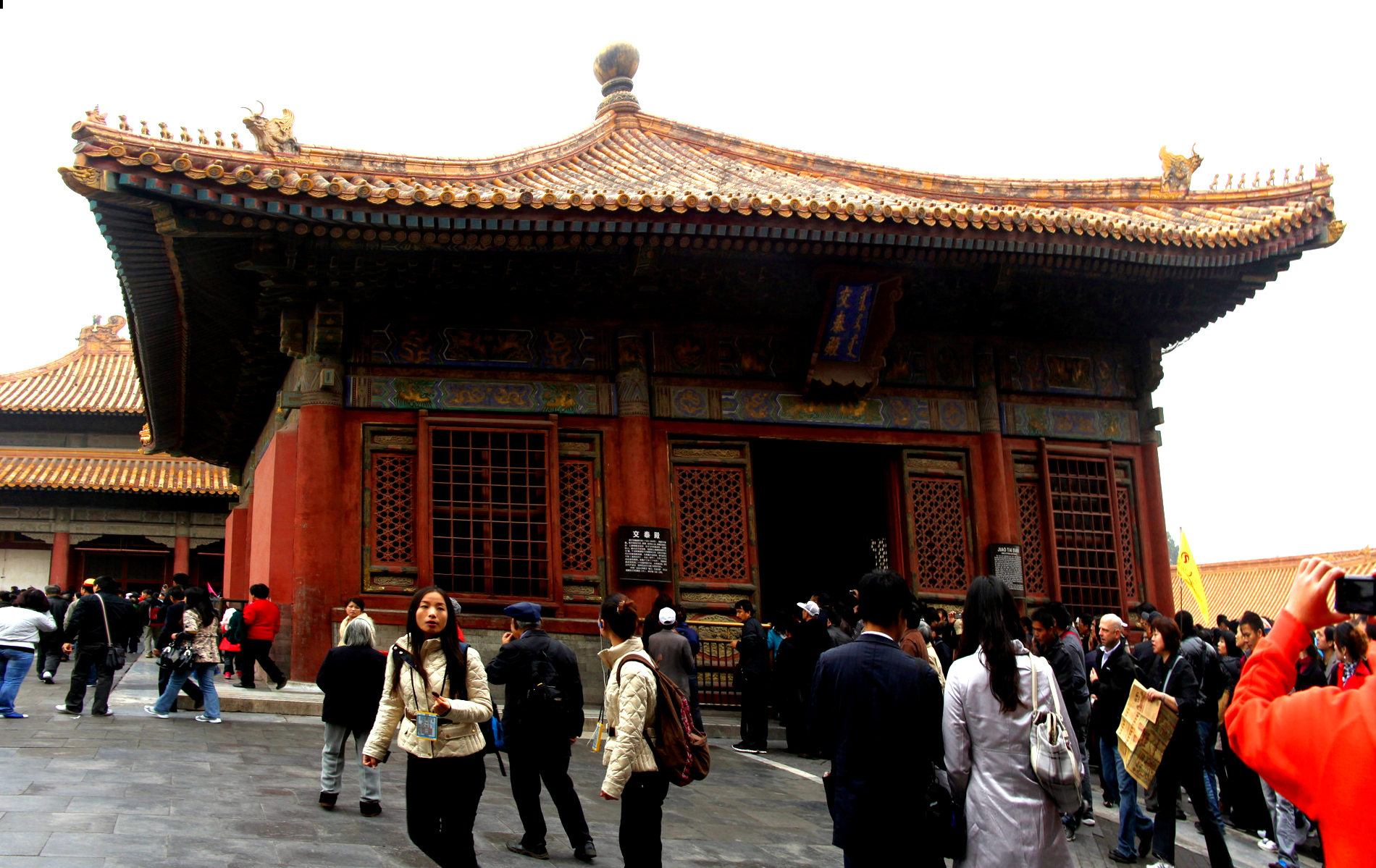
交泰殿

```
[
2
]
```

## 历史
「交泰」位於乾清宮和坤寧宮之間。取《易．泰卦》卦象下乾上坤之意。泰卦象徵天地相交，《易．泰．彖傳》曰︰「泰，小往大來，吉亨。則是天地交，而萬物通也」，命名「交泰」兼有吉祥之義(陰陽交泰、萬世昌隆之意)。唐朝興慶宮便曾有交泰殿。《唐会要·卷三十》记载：“天宝十载四月二十一日。兴庆宫造交泰殿成。”
交泰殿在明朝嘉靖年间以前建成，《明史·舆服志》记载：「十八年建北京，凡宫殿门阙悉如南京，壮丽过之……乾清宫是曰正寝，后为交泰殿，又后曰坤宁宫。」嘉靖以前曰“中圓殿”，為仿南京“省躬殿”的設置（省躬殿是建文年間始造，為協調乾坤卦象避免否卦產生而建造），作為退朝燕息之殿，初時與華蓋殿同為方檐圓頂建築，清朝顺治十二年（1655年）、康熙八年（1669年）都有重修。清朝嘉庆二年（1797年）乾清宫失火，延烧交泰殿，同年重建。

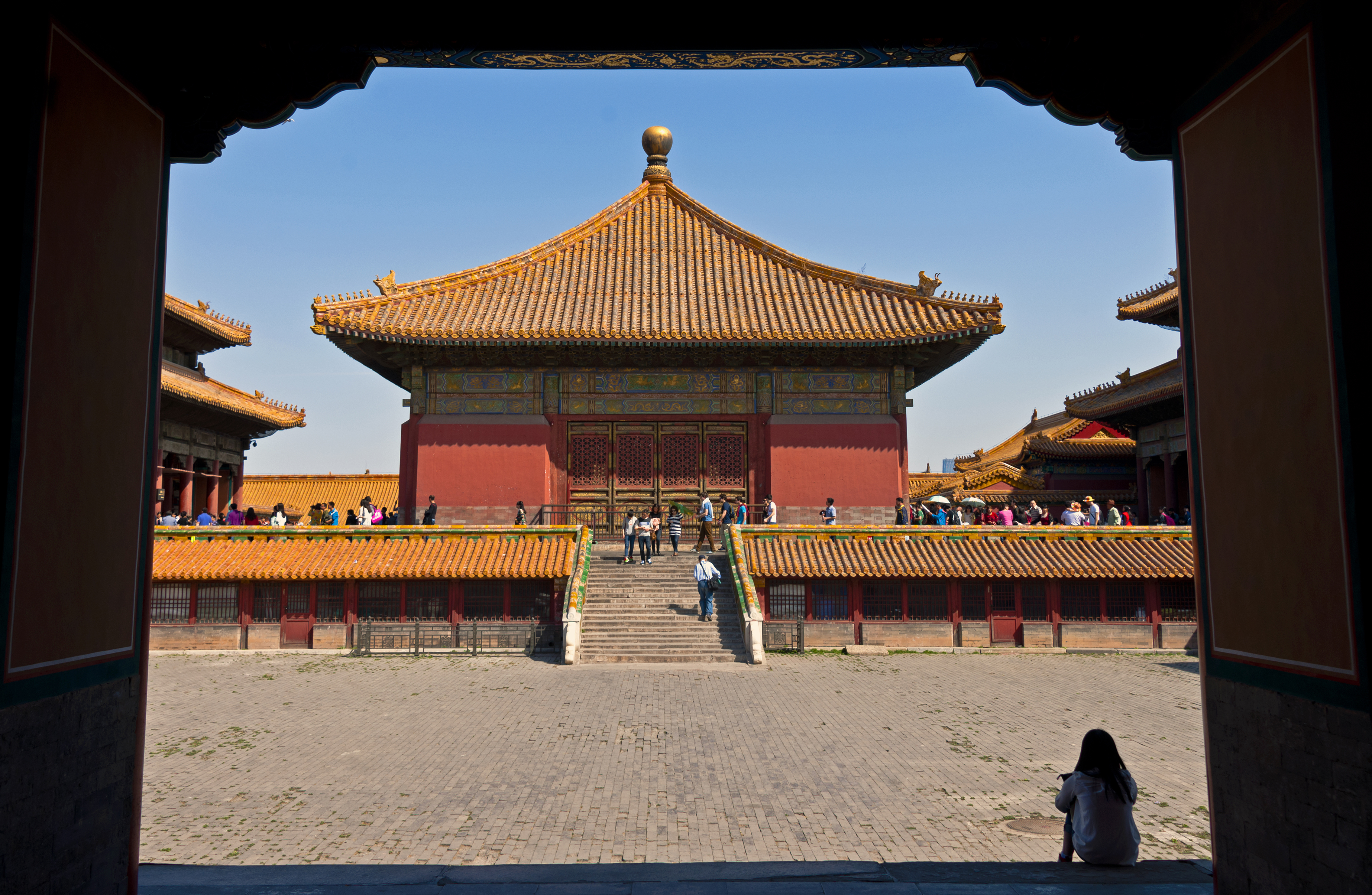
交泰殿西侧面

清朝，交泰殿是皇后千秋节（皇后生日）受庆贺礼之所。千秋节当天，庆典活动会在交泰殿举行，皇贵妃、贵妃、妃、嫔、公主、福晋、命妇等都要前来交泰殿祝贺，向皇后行六肃三跪三叩礼。然后皇子再向皇后行礼。
清朝在交泰殿贮存二十五宝玺。每年正月，钦天监选择吉日吉时，设案开封陈宝，皇帝来交泰殿拈香行礼。清世祖所立的“内宫不许干预政事”铁牌曾立在交泰殿。皇帝大婚时，皇后的册、宝安设在交泰殿内左右案上。每年春季祀先蚕，皇后提前一日在交泰殿查阅采桑用具。
交泰殿内现为宫廷生活原状陈列。

## 建筑

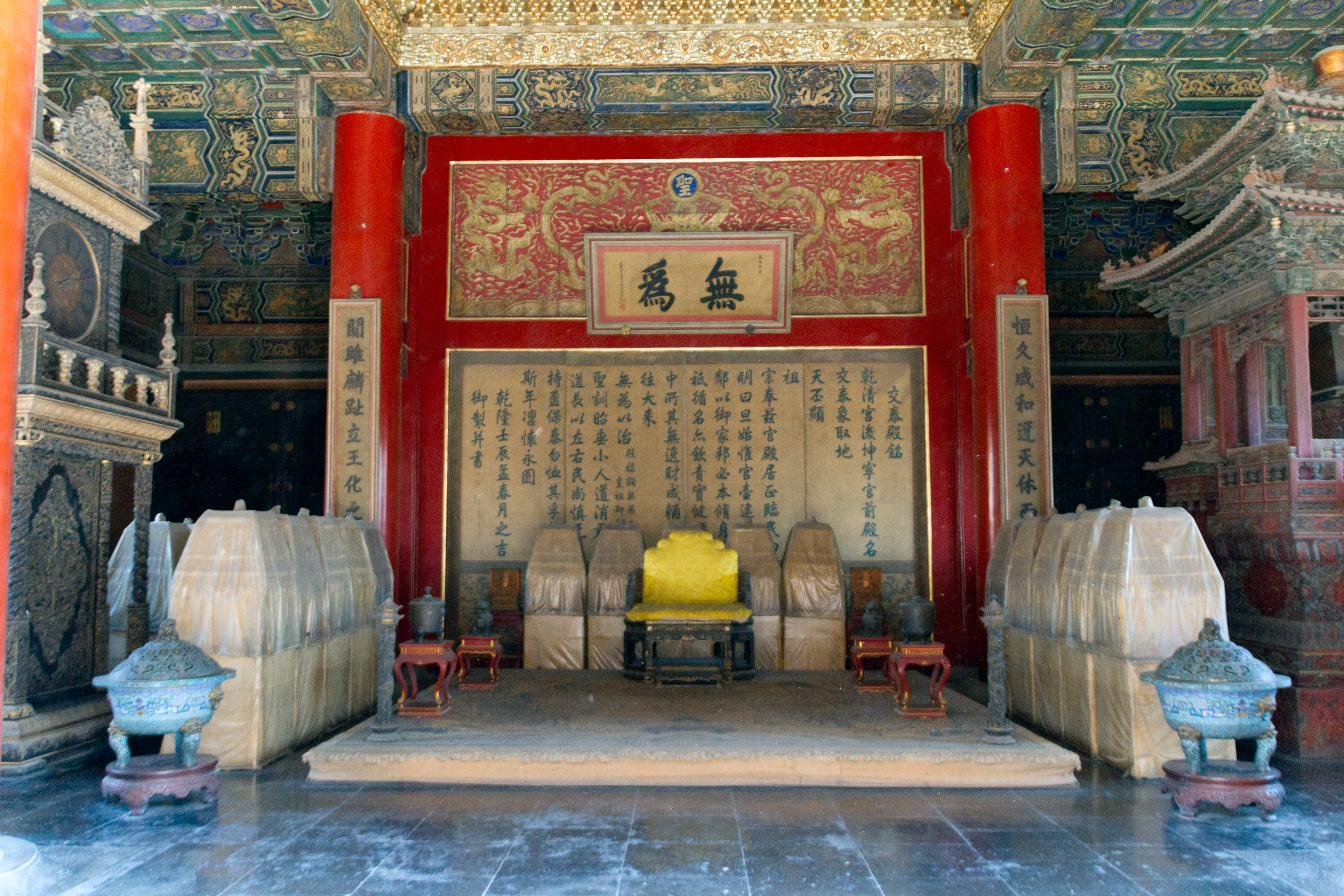
交泰殿内景。中为宝座，左为大自鸣钟，右为铜壶滴漏。

交泰殿平面为正方形，面阔进深都是三间。单檐四角攒尖顶，铜镀金宝顶，顶覆黄琉璃瓦。双昂五踩斗栱，梁枋饰有龙凤和玺彩画。四面明间开门，三交六椀菱花，龙凤裙板隔扇门各四扇，南面次间安有槛窗，其他三面次间均是墙。殿内顶部是盘龙藻井，龙口衔宝珠（轩辕镜）。地面铺墁金砖。

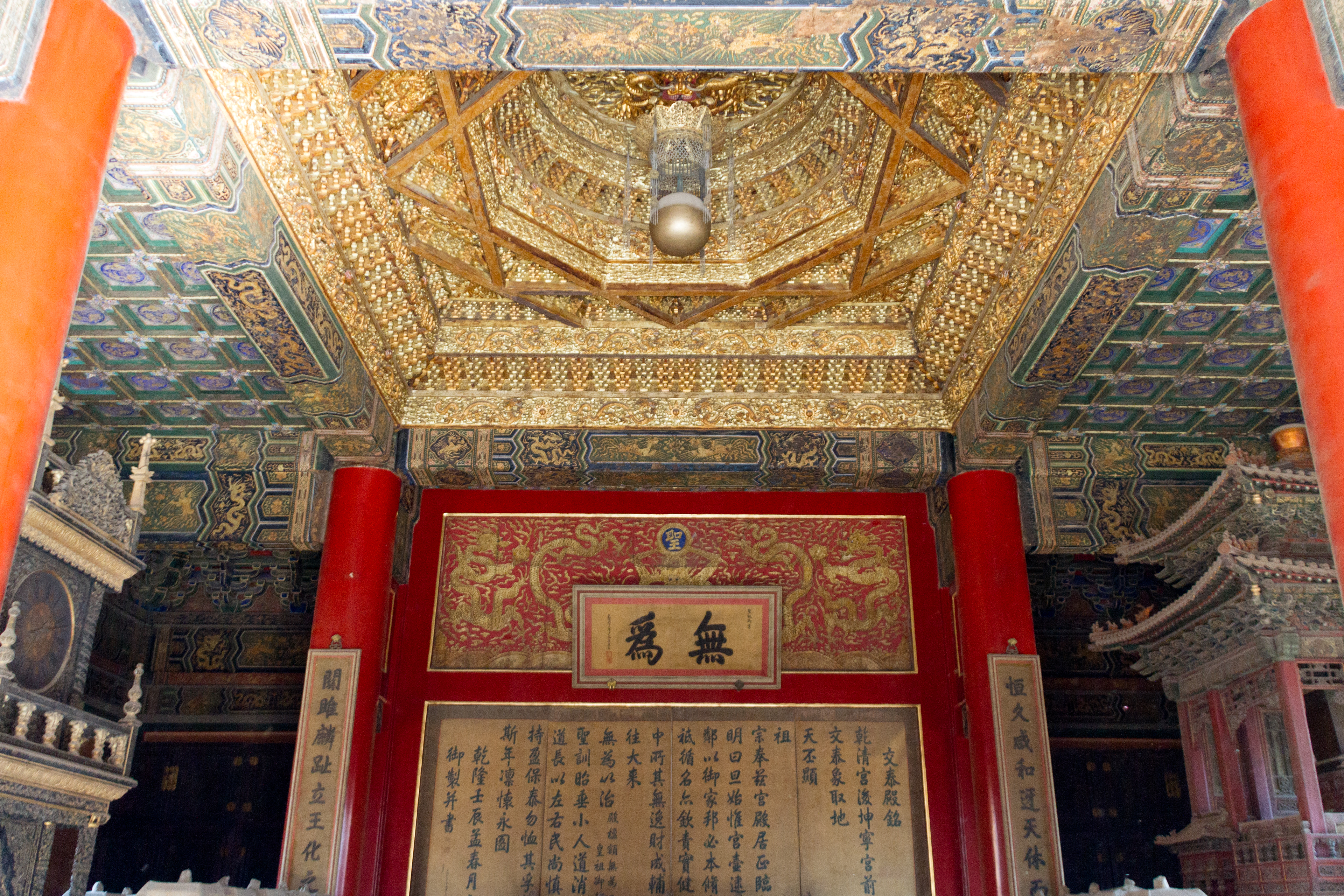
交泰殿内景。中为宝座，左为大自鸣钟，右为铜壶滴漏。

交泰殿明间设有宝座，上方悬挂乾隆帝恭摹康熙帝御题“无为”匾额。两侧柱子上挂有乾隆帝御题对联：“恒久咸和，迓天休而滋至；关雎麟趾，立王化之始基。”宝座后有板屏一面，其上有乾隆帝御制《交泰殿铭》：

交泰殿铭
乾清宫后、坤宁宫前，殿名“交泰”，象取也。天丕显祖宗，奉兹宫殿居正，临民曰明、曰旦，始惟宫壼，逮德为邻以御家邦，必本修身用祗循，亦钦责实健，显卓中所其无逸，财成辅相，小往大来，无为以治，殿楹“无为”一匾为皇祖御书，圣训昭垂，小人道消，君子道长，以左右民，尚慎充盛，持盈保泰，勿恤其孚，亿万斯年，凛怀永图。

乾隆壬辰孟春之吉，御制并书。
交泰殿东次间陈设有铜壶滴漏，这个铜壶滴漏是乾隆十年（1745年）制造，乾隆年后不再使用。交泰殿西次间陈设有嘉庆三年（1798年）清宫造办处制造的大自鸣鐘，清朝时宫内时间以此为准。自鸣鐘外壳是仿中国式楼阁型的木柜，高5.8米，分为上中下三层，背面有给钟上弦用的阶梯。据称此鐘仍可使用。
后三宫位于一个“工”字形台基上，其中交泰殿东西两侧及坤宁宫前后的台基边缘均有琉璃砖墙。交泰殿外台基东西两侧有台阶，可分别通向东侧的景和门、西侧的隆福门。东西台阶下南北两侧紧贴台基，各有五间小房，明间开门，共计20间。

## 二十五宝

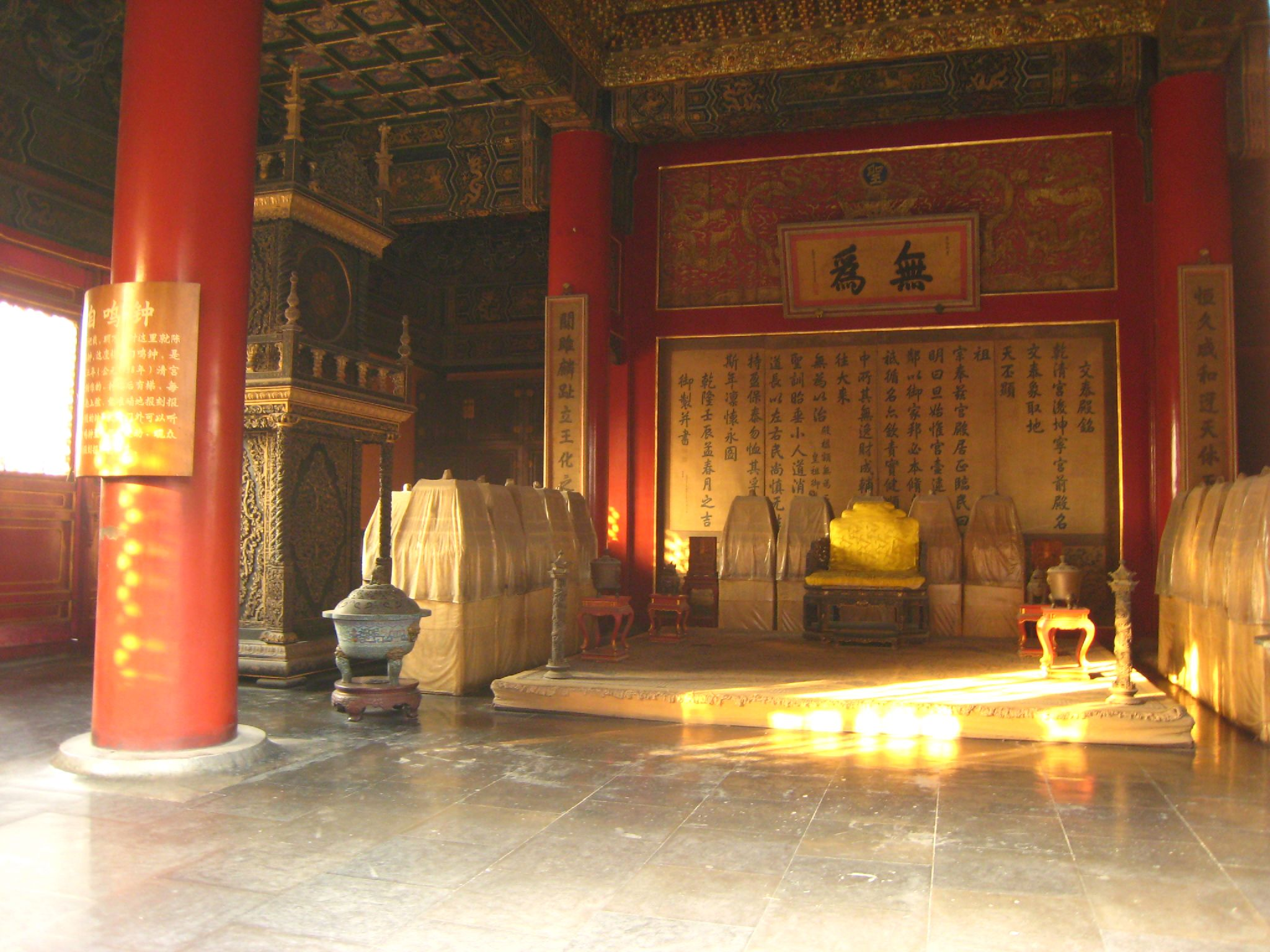
交泰殿内景。左为大自鸣钟。

交泰殿也是存放清朝皇帝行使权力的各种印玺的地方。这样的印玺有25颗，统称“二十五宝”。
这些印玺一直存放于交泰殿内。最初印玺共有39枚。乾隆十一年（1746年），乾隆帝将39枚印玺经过挑选整理，保留其中的25枚。这二十五宝分别为：大清受命之宝、皇帝奉天之宝、大清嗣天子宝、皇帝之宝二方、天子之宝、皇帝尊亲之宝、皇帝亲亲之宝、皇帝行宝、皇帝信宝、天子行宝、天子信宝、敬天勤民之宝、制诰之宝、敕命之宝、垂训之宝、命德之宝、钦文之玺、表章经史之宝、巡狩天下之宝、讨罪安民之宝、制驭六师之宝、敕正万邦之宝、敕正万民之宝、广运之宝。这些印玺的材质有玉、金、檀香木等，存放在盒内，上面盖上黄色的绫。这些印玺分两列存放在交泰殿的前两侧，它们各有其不同领域的用途。
- 用于发布诏令、法令的：“大清受命之宝”、“皇帝奉天之宝”、“敬天勤民之宝”、“制诰之宝”、“垂训之宝”、“敕命之宝”；
- 用于军事方面的:“皇帝信宝”、“制驭六师之宝”、“讨罪安民之宝”；
- 用于司法的：“皇帝之宝”；
- 用于教育文化方面的：“钦文之宝”、“表章经史之宝”等；
- 用于宗教活动：“天子之宝”等；
- 用于颁发赏赐用：“皇帝行宝”等。

它们由宫殿监监正管理。需要使用印玺的场合需经内阁向皇帝请示并得到许可方可使用。
1. 大清受命之宝 白玉质 面14厘米见方，通高12厘米，纽高8.2厘米 以章皇序之用
2. 皇帝奉天之宝 碧玉质 面14厘米见方，通高15.2厘米，纽高11.5厘米 以章奉若之用
3. 大清嗣天子宝 鎏金质 面7.9厘米见方，通高7.6厘米，纽高5厘米 以章继绳之用
4. 皇帝之宝 青玉质 面12.5厘米见方，通高9.5厘米，纽高6.3厘米 以布诏赦之用
5. 皇帝之宝 栴檀香木质 面15.5厘米见方，通高16.6厘米，纽高11厘米 以肃法驾之用
6. 天子之宝 白玉质 面7.8厘米见方，通高6.4厘米，纽高4.2厘米 祭祀百神之用
7. 皇帝尊亲之宝 白玉质 面6.8厘米见方，通高6.1厘米，纽高4.3厘米 以章奉若之用
8. 皇帝亲亲之宝 白玉质 面7.2厘米见方，通高7.7厘米，纽高4.2厘米 以展宗盟之用
9. 皇帝行宝 碧玉质 面15.6厘米见方，通高13厘米，纽高7厘米 以颁锡赍之用
10. 皇帝信宝 白玉质 面10.5厘米见方，通高6.5厘米，纽高5厘米 以征戎伍之用
11. 天子行宝 碧玉质 面15.5厘米见方，通高13.8厘米，纽高7.8厘米 以册外蛮之用
12. 天子信宝 青玉质 面12.1厘米见方，通高8.5厘米，纽高4.5厘米 以命殊方之用
13. 敬天勤民之宝 白玉质 面10厘米见方，通高9.8厘米，纽高5.3厘米 以饬觐吏之用
14. 制诰之宝 青玉质 面13厘米见方，通高14.7厘米，纽高8.5厘米 以谕臣僚之用
15. 敕命之宝 碧玉质 面11.3厘米见方，通高9厘米，纽高5.5厘米 于诰敕谕旨上钤用
16. 垂训之宝 碧玉质 面13厘米见方，通高10.5厘米，纽高5.9厘米 以扬国宪之用用
17. 命德之宝 青玉质 面13厘米见方，通高10.4厘米，纽高6.2厘米 奖励忠良之用
18. 钦文之宝 墨玉质 面11.7厘米见方，通高9.8厘米，纽高5.5厘米 专钤于有关文教之谕旨
19. 表章经史之宝 碧玉质 面15.3厘米见方，通高13.2厘米，纽高7厘米 以崇古训之用
20. 巡狩天下之宝 青玉质 面15.3厘米见方，通高13.3厘米，纽高7.3厘米 以从省方之用
21. 讨罪安民之宝 青玉质 面15.3厘米见方，通高13.9厘米，纽高7.5厘米 以张戎伐之用
22. 制驭六师之宝 墨玉质 面17厘米见方，通高10.8厘米，纽高6.6厘米 以整戎行之用
23. 敕正万邦之宝 青玉质 面13厘米见方，通高10.7厘米，纽高6.3厘米 以诰外国之用
24. 敕正万民之宝 青玉质 面12.6厘米见方，通高10.4厘米，纽高6.2厘米 以诰四方之用
25. 广运之宝 墨玉质 面19厘米见方，通高15.6厘米，纽高9厘米 以谨封识之用

清朝灭亡后，在溥仪居住在紫禁城后半部的13年间，二十五宝一直保存在交泰殿。1924年11月5日溥仪被驱逐，执行命令的冯玉祥部下鹿钟麟查封了交泰殿。后来二十五宝由1925年10月成立的故宫博物院收藏。交泰殿依然存有当年存放印玺的盒子，印玺本身则移到乾清宫东侧的“清代典章文物陈列室”展出。25只印玺盒子目前分为五组排列在交泰殿，其中宝座后面一组，宝座前东西两侧各一组，铜壶滴漏、大自鸣鐘以北各一组。二十五宝现陈列于珍宝馆内养性殿西次间展出。